# Tunnocelum

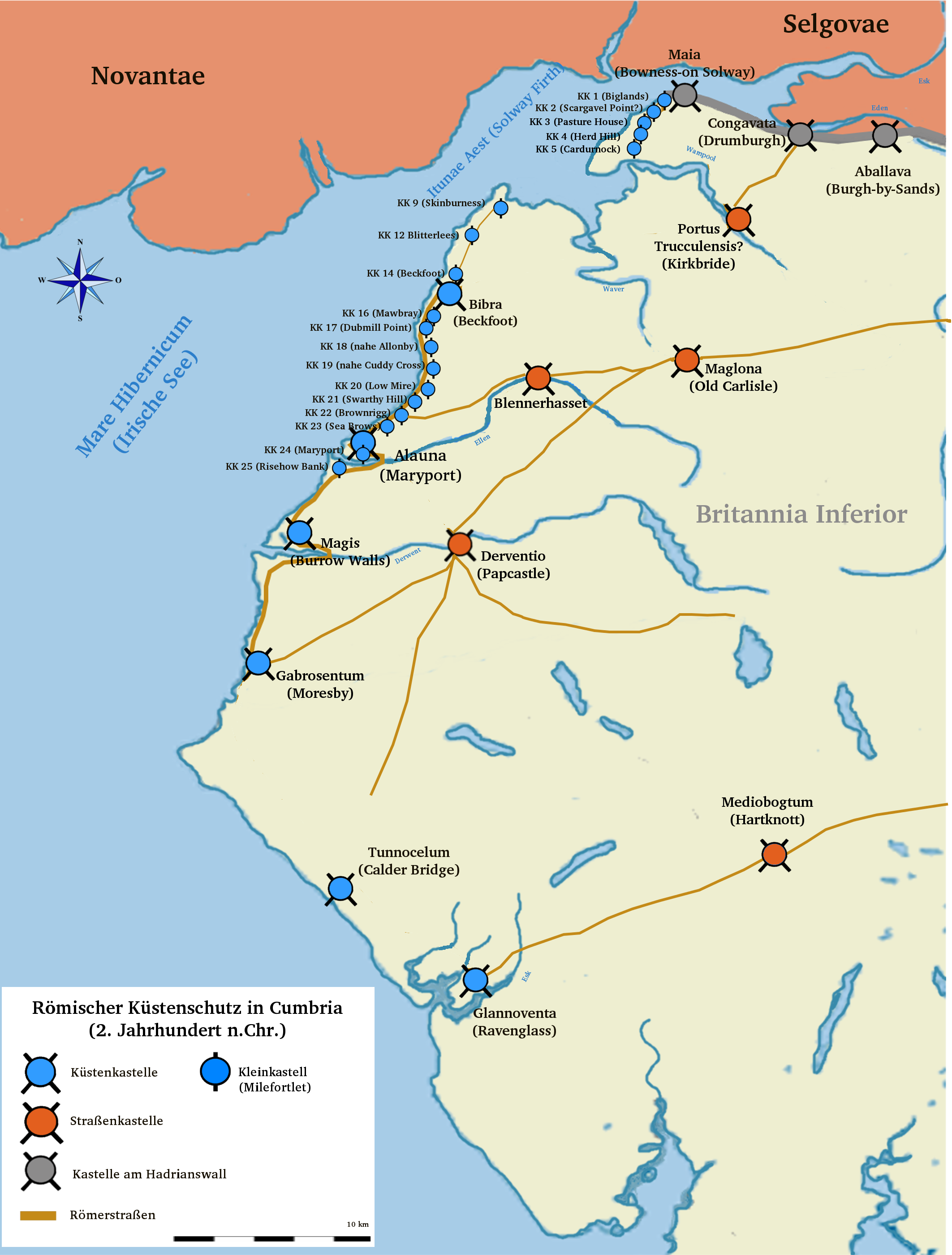

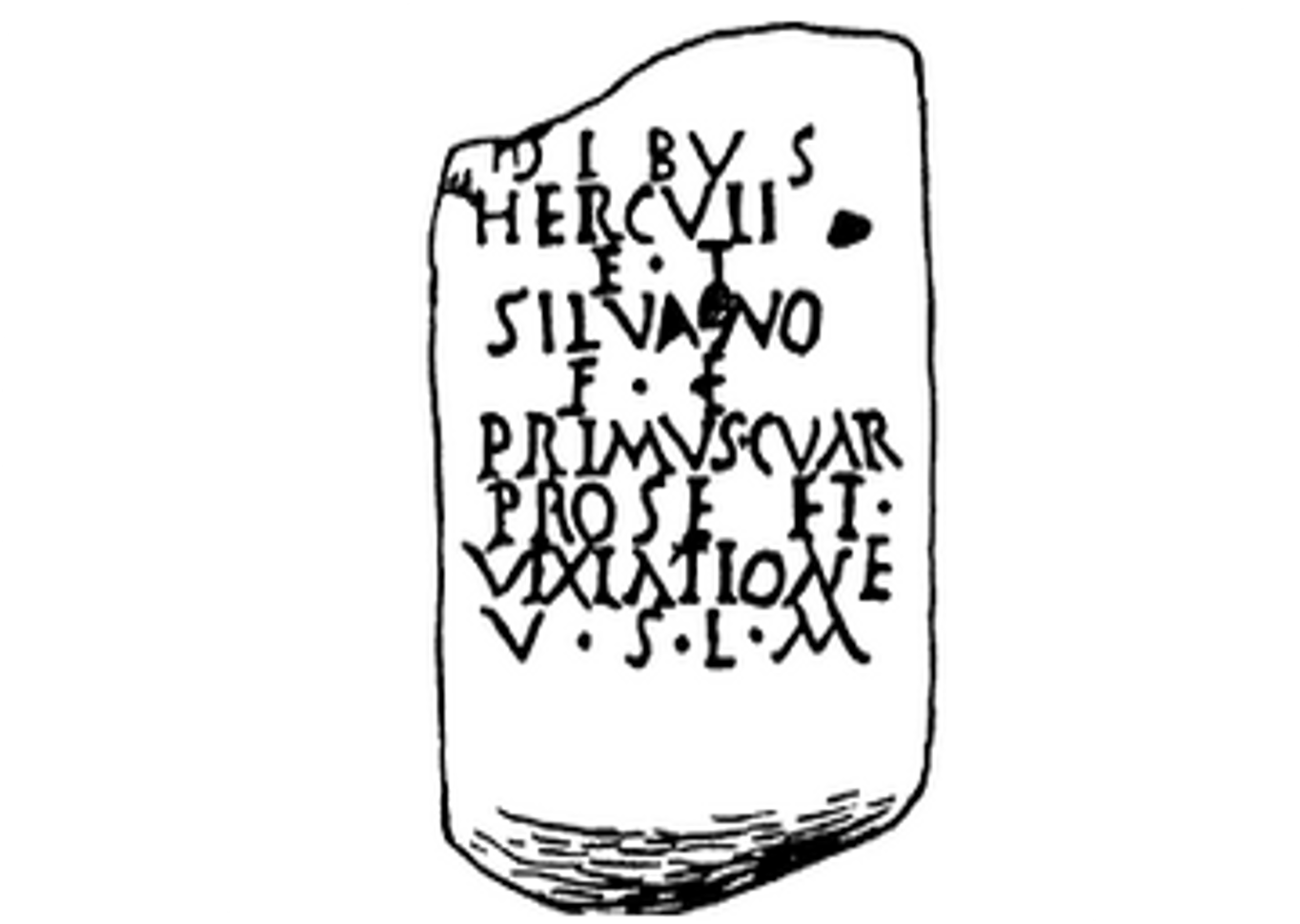
Abzeichnung der Inschrift des Herkules- und Silvanusaltars in der Kirche von Haile (um 1892)

Tunnocelum war ein mutmaßliches römisches Hilfstruppenkastell im Parish Beckermet, Ortsteil Calder Bridge, Distrikt Copeland, Grafschaft Cumbria, England.
Das Lager beherbergte in der Spätantike eine Abteilung Flottensoldaten. Ursprünglich nahm man noch an, dass es sich um eines der Kastelle am westlichen Ende des Hadrianswalls handelte. In Forscherkreisen wird aber heute allgemein anerkannt, dass es wohl Teil des Sicherungssystems entlang der Westküste von Cumbria war. Die geografische Zuordnung dieses Ortsnamens ist unklar und noch immer Thema kontroverser Debatten.

## Name
Die Notitia Dignitatum, entstanden im späten 4. oder frühen 5. Jahrhundert, ist eine der beiden Schriftquellen, die den Namen dieses Kastells erwähnt. Die zweite, die Kosmographie des Geographen von Ravenna aus dem 7. Jahrhundert, erwähnt eine Station namens Iuliocenon, zwischen Glannoventa (Ravenglass) und Gabrosentum (Moresby). Die phonetische Ähnlichkeit von Tunnocelum – Iuliocenon macht es wahrscheinlich, dass es sich dabei um denselben Ort gehandelt hat. Der Ortsname könnte sich vom lateinischen Wort Ocellus (= Auge) ableiten und „Aussichtspunkt“ bedeuten.

## Lage
Wo das Kastell tatsächlich lag, ist bislang mangels archäologischer und epigraphischer Beweise bis heute unbekannt geblieben. Laut der Notitia muss sich das Kastell im Norden Britanniens befunden haben. Die Positionsangabe des Eintrags in der Ravenna-Kosmographie macht deutlich, dass es nur direkt an oder in der Nähe der Küste von Cumbria gestanden haben kann. Auch der Name seiner letzten Garnisonseinheit lässt darauf schließen, dass es sich bei ihnen um Marinesoldaten gehandelt hat. Man nahm an, dass zur Zeit der römischen Herrschaft über Britannien Kastell und Hafen von Ravenglass (Glannoventa) als Tunnocellum bezeichnet wurden. Heute neigt man aber eher der These zu, dass es sich dabei um ein Kastell bei Calder Bridge, etwas nordwestlich von Ravenglass gehandelt hat. Wahrscheinlich stand es an der Mündung des Ehen in die Irische See, südlich von Egremont nahe der Atomaufbereitungsanlage von Sellafield. Abgesehen von ein paar römerzeitlichen Lesefunden gibt es bis dato von dort jedoch keinen Hinweis auf eine römische Siedlung oder ein Militärlager.
Straßenverbindungen bestanden möglicherweise nach Gabrosentum (Moresby), Glannoventa (Ravenglass) und ins Landesinnere nach Derventio (Papcastle). Die von Ravenglass heraufkommende Römerstraße führte durch Beckermet und traf anscheinend bei Braystones auf die Küstenstraße. Diese verlief dann weiter durch St. Bees nach Whitehaven und zum Kastell von Moresby. Im späten 2. Jahrhundert gehörte diese Küstenregion zur Provinz Britannia inferior, ab dem 4. Jahrhundert zur Provinz Britannia secunda und nach einer weiteren Verwaltungsreform vermutlich zur Provinz Valentia.

## Forschungsgeschichte und Fundspektrum
William Camden verortete Tunnocelum nach Tynemouth an der Ostküste; John Horsley und einige andere Antiquare vermuteten es in Bowness-on-Solway (Maia). Bislang wurden diesbezüglich nur einige Fragmente römischer Steine und Inschriften geborgen, darunter ein Altar in Haile und ein Münzhort in Braystones. 1883 fand man in der Kirche von Haile ein eingemauertes Fragment aus rotem Sandstein, auf dem eine lateinische Inschrift eingemeißelt war. Es befindet sich heute an der südlichen Innenwand der Sakristei. Das Gebäude steht etwa 11 km südöstlich von Whitehaven und 3 km von Beckermet und Calder Bridge entfernt. Der Stein entpuppte sich schließlich als ein den Göttern Herkules und Silvanus gewidmeter Altar. Sein Sockel und das Oberteil waren abgeschlagen worden, um ihn als Spolie in die Kirchenmauer einbauen zu können. Der Dedicator, Primus, diente als Waffenmeister (custos armorum) in einer Vexillation der römischen Armee. In der näheren Umgebung der Kirche könnte sich also eine römische Militärbasis befunden haben.

## Entwicklung
Im Jahr 122 begannen die Römer mit dem Bau des Hadrianswalls, der sich von Bowness-on-Solway (Maia) bis nach Wallsend (Segedunum) am Tyne erstreckte. Zeitgleich errichteten sie an der Westküste von Cumbria eine Sicherungskette aus Kohortenkastellen, Kleinkastellen und Wachtürmen. Ihre Besatzungen sollten Angriffe der Scoten aus Irland und der Caledonii und Pikten, der unruhigsten Stämme in Schottland, abwehren. In weiterer Folge sollte damit auch verhindert werden, dass der Wall durch eine Landung an der Westküste oder Durchwatung der beiden, relativ flachen, Solway Fjorde umgangen wurde. Wann das Kastell gegründet wurde, ist unbekannt. Es glich wohl den anderen Hilfstruppenlagern der Küstenverteidigung Cumbrias, eine separate Befestigung mit Zivilsiedlung (vicus) und Hafen, die an einer Flussmündung standen. Tunnocelum sicherte auch die Straße von Papcastle nach Ravenglass. Die Armee – und eventuell auch die Flotte – dürften das Kastell etwa 300 Jahre genutzt haben. Vermutlich wurde es am Ende des 4. oder zu Beginn des 5. Jahrhunderts von der Armee aufgegeben.

## Garnison
Wie die meisten Kastelle in Cumbria, könnte Tunnocelum spätestens im 2. Jahrhundert mit regulären römischen Soldaten besetzt worden sein. Die Cohors prima Aeliae Classica ("die erste Kohorte der aelischen Flotte") wurde offensichtlich aus Marinesoldaten (marini oder milites classicorum) aufgestellt. Sie ist für Britannien durch ein Militärdiplom und ein Bleisiegel aus dem 2. Jahrhundert n. Chr., beide aus Ravenglass, sowie die Notitia Dignitatum (Truppenliste der Limitanei des Dux Britanniarum) belegt. Irgendwann zwischen dem 2. und 4. Jahrhundert wurde die Einheit von Ravenglass nach Tunnocelo versetzt. Dort wurde sie von einem Offizier im Range eines Tribunen befehligt. Da die Einheit noch in der Notitia erwähnt wird, könnte sie bis zur Auflösung der Provinzarmee im frühen 5. Jahrhundert dort gelegen haben. Ihr Aufenthalt in Calder Bridge konnte jedoch durch keine Inschriften oder Funde belegt werden.